# Sergio Damián Santín
Sergio Damián Santín (Montevideo, Uruguay, 22 de septiembre de 1980) es un exfutbolista y actual director técnico uruguayo, nacionalizado colombiano, Jugaba como defensor. Actualmente entrena al Colón Fútbol Club de Uruguay.

## Legado deportivo
Su padre es el exfutbolista y actual entrenador colombo-uruguayo Sergio "Bocha" Santín, quien desde 2005 ejerce como asistente técnico del argentino Ricardo Gareca.
Su hermano es el exfutbolista uruguayo Diego Martín Santín.

## Trayectoria como entrenador

### Villa Española
En febrero de 2019 es confirmado como nuevo entrenador de Villa Española, en dicha temporada ocupó la cuarta posición del torneo y en el play-offs de ascenso perdió frente a Rentistas.
En 2020 logra ascender a la Primera División como subcampeón, tras ocupar la segunda posición del torneo de ascenso. Ya en la máxima categoría se marcharía del club en la pretemporada el 30 de enero de 2021.

### Racing Club de Montevideo
Llegó al club el 21 de febrero de 2021, obteniendo la clasificación a los play-offs de ascenso, siendo vencido por Defensor Sporting, por lo que no logra el objetivo de ascender a la máxima categoría. Para la siguiente temporada, se consagra campeón de la Segunda División consiguiendo de esta manera el ascenso y el retorno del equipo cervecero a Primera.

### Club Atlético Cerro
El 7 de diciembre de 2023 logra la permanencia de su club, Cerro, en la máxima categoría del fútbol uruguayo.

## Clubes

### Como jugador
| Club                 | País      | Año       |
| -------------------- | --------- | --------- |
| Basáñez              | Uruguay   | 2000      |
| Deportivo Maldonado  | Uruguay   | 2001-2002 |
| Villa Española       | Uruguay   | 2003      |
| Rentistas            | Uruguay   | 2004-2005 |
| Instituto de Córdoba | Argentina | 2005-2006 |
| Danubio              | Uruguay   | 2006-2007 |
| Fénix                | Uruguay   | 2008      |
| Villa Española       | Uruguay   | 2008      |
| Caxias do Sul        | Brasil    | 2009      |
| Olimpo               | Argentina | 2009-2010 |
| Atlético Nacional    | Colombia  | 2010      |
| Bella Vista          | Uruguay   | 2011-2012 |
| Tristán Suárez       | Argentina | 2012-2013 |
| Villa Española       | Uruguay   | 2013-2016 |

### Como entrenador
| Club                 | País    | Año           |
| -------------------- | ------- | ------------- |
| Villa Española       | Uruguay | 2019-2020     |
| Racing de Montevideo | Uruguay | 2021-2022     |
| Fénix                | Uruguay | 2023          |
| Cerro                | Uruguay | 2023          |
| Colón                | Uruguay | 2024-presente |

## Estadísticas como entrenador
| Villa Española · Uruguay       | 2ª                  | 2019                | 22  | 10 | 6  | 6  | - | - | - | - | - | - | - | - | 4 | 1 | 1 | 2 | 26  | 11 | 7  | 8  |  |
| Villa Española · Uruguay       | 2ª                  | 2020                | 22  | 10 | 7  | 5  | - | - | - | - | - | - | - | - | - | - | - | - | 22  | 10 | 7  | 5  |  |
| Villa Española · Uruguay       | Total               | Total               | 44  | 20 | 13 | 11 | 0 | 0 | 0 | 0 | 0 | 0 | 0 | 0 | 4 | 1 | 1 | 2 | 48  | 21 | 14 | 13 |  |
| Racing de Montevideo · Uruguay | 2ª                  | 2021                | 22  | 10 | 8  | 4  | - | - | - | - | - | - | - | - | 4 | 0 | 3 | 1 | 26  | 10 | 11 | 5  |  |
| Racing de Montevideo · Uruguay | 2ª                  | 2022                | 28  | 18 | 6  | 4  | 3 | 1 | 1 | 1 | - | - | - | - | - | - | - | - | 31  | 19 | 7  | 5  |  |
| Racing de Montevideo · Uruguay | Total               | Total               | 50  | 28 | 14 | 8  | 3 | 1 | 1 | 1 | 0 | 0 | 0 | 0 | 4 | 0 | 3 | 1 | 57  | 29 | 18 | 10 |  |
| Fénix · Uruguay                | 1ª                  | 2023                | 9   | 1  | 2  | 6  | - | - | - | - | - | - | - | - | - | - | - | - | 9   | 1  | 2  | 6  |  |
| Fénix · Uruguay                | Total               | Total               | 9   | 1  | 2  | 6  | 0 | 0 | 0 | 0 | 0 | 0 | 0 | 0 | 0 | 0 | 0 | 0 | 9   | 1  | 2  | 6  |  |
| Cerro · Uruguay                | 1ª                  | 2023                | 12  | 3  | 5  | 4  | 1 | 1 | 0 | 0 | - | - | - | - | - | - | - | - | 13  | 4  | 5  | 4  |  |
| Cerro · Uruguay                | Total               | Total               | 12  | 3  | 5  | 4  | 1 | 1 | 0 | 0 | 0 | 0 | 0 | 0 | 0 | 0 | 0 | 0 | 13  | 4  | 5  | 4  |  |
| Colón · Uruguay                | 2ª                  | 2024                | 21  | 6  | 10 | 5  | - | - | - | - | - | - | - | - | - | - | - | - | 21  | 6  | 10 | 5  |  |
| Colón · Uruguay                | Total               | Total               | 21  | 6  | 10 | 5  | 0 | 0 | 0 | 0 | 0 | 0 | 0 | 0 | 0 | 0 | 0 | 0 | 21  | 6  | 10 | 5  |  |
| Total en su carrera            | Total en su carrera | Total en su carrera | 136 | 59 | 44 | 34 | 4 | 2 | 1 | 1 | 0 | 0 | 0 | 0 | 8 | 1 | 4 | 3 | 148 | 61 | 49 | 38 |  |
| 1. 2. 3.                       |                     |                     |     |    |    |    |   |   |   |   |   |   |   |   |   |   |   |   |     |    |    |    |  |

## Palmarés
- Subcampeón Campeonato Uruguayo de Segunda División 2020.
- Campeón Campeonato Uruguayo de Segunda División 2022.